# Німецька окупація Франції (1940—1944)
Німецька окупація Франції (1940—1944) або Німецька військова адміністрація у Франції (нім. Militärverwaltung in Frankreich; фр. Administration militaire en France) — тимчасова військова адміністрація нацистської Німеччини на території окупованої Франції за часів Другої світової війни. Німецька адміністрація здійснювала управління окупованою зоною у північній та західній Франції до листопада 1942 року, а після повного захоплення території колишньої Французької республіки поділялася на «північну» (фр. zone nord) і «південну зони» (фр. zone sud). Залишалася при владі з моменту військової кампанії у травні 1940 до повного звільнення французьких земель у грудні 1944.
Її роль у Франції частково регулювалася нормами, встановленими перемир'ям у Компієні після блискавичного успіху вермахту, що призвело до повного розгрому та капітуляції Франції. І французи, і німці вважали, що окупація буде тимчасовою і триватиме лише до того часу, доки Британія не піде на поступки, що, як вважали обидві сторони, було неминуче. Наприклад, Франція погодилася, що її солдати залишаться військовополоненими до припинення всіх бойових дій.
Після поразки французька влада, її уряд, усі державні установи перемістилися з Парижа, який опинився в німецькій зоні окупації, до курортного міста Віші в Оверні, і тому його більше називали «вішістська Франція» або «режим Віші», хоча офіційно той мав назву Французька держава (фр. État français). Формально до листопада 1942 року вішістський уряд відповідав за всю Францію, але де-факто всю повноту влади мала військова адміністрація в окупованій зоні. 11 листопада 1942 року, у відповідь на вторгнення англо-американських військ до Північної Африки, німецький вермахт провів операцію «Антон», остаточно окупувавши всю територію Франції. Уряд Віші залишився при владі, хоча його повноваження тепер сильно зменшилися.

## Окуповані зони
Ельзас-Лотарингія, який був вперше анексований Німецькою імперією після французько-прусської війни в 1871 році та повернувся до Франції після Першої світової війни, був повторно анексований Третім Рейхом (чоловіче населення цього регіону підлягало загальній військовій повинності до німецької армії) Департаменти Нор та Па-де-Кале були приєднані до військової адміністрації в Бельгії та Північній Франції, яка також відповідала за цивільні справи у 20-кілометровій смузі поздовж узбережжя Атлантичного океану. Ще однією «забороненою зоною» стали райони на північному сході Франції, відповідно Лотарингії і приблизно по половині провінцій Франш-Конте, Шампані та Пікардії. Французьким біженцям, що втекли під час воєнних дій, заборонялося повертатися до своїх домівок, бо вона призначалася для німецьких поселенців та анексії за подальшого запровадження нацистського Нового порядку.
Окупована зона (фр. zone occupée, нім. Besetztes Gebiet) складалася з решти північної та західної Франції, включаючи дві заборонені зони.

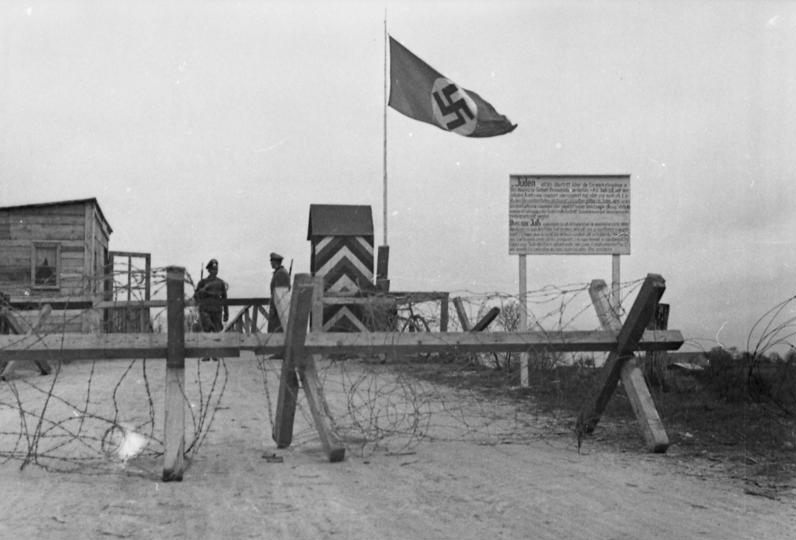
Німецький контрольний пост на демаркаційній лінії у Франції під час Другої світової війни

Південна Франція, за винятком західної половини Аквітанії вздовж узбережжя Атлантичного океану, стала вільною зоною, де режим Віші залишався сувереном незалежної держави, хоча й під сильним німецьким впливом через обмеження перемир'я (включаючи важку данину) та економічну залежність від Німеччини. Ця територія мала площу 246 618 квадратних кілометрів, приблизно 45 % від передвоєнної території Франції, і включала приблизно 33 % всієї робочої сили Франції. За оцінкою на 1 квітня 1941 року 25 071 255 французів жило на окупованій території (близько 14,2 млн — в неокупованій зоні). Ці цифри не включають 1,6 млн французьких військовополонених і 60 000 французьких працівників у Німеччині та мешканців відторгнутої провінції Ельзас-Лотарингія. Лінія розмежування між «вільною зоною» та «окупованою зоною» фактично була кордоном, де вимагався спеціальний дозвіл для перетинання від німецької адміністрації.

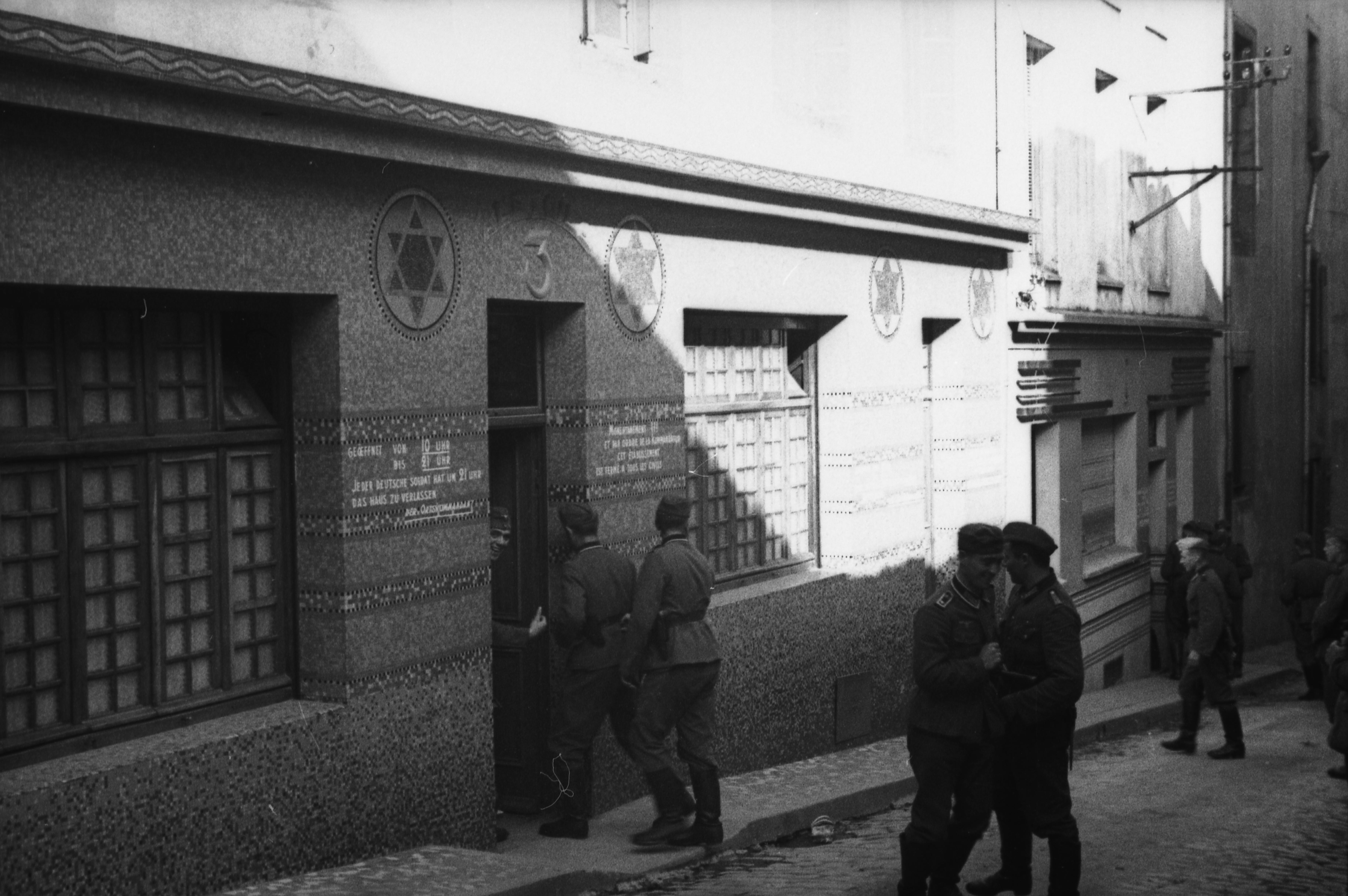
Німецькі солдати в борделі, у колишньому будинку синагозі. Брест. Окупована Франція. 1940

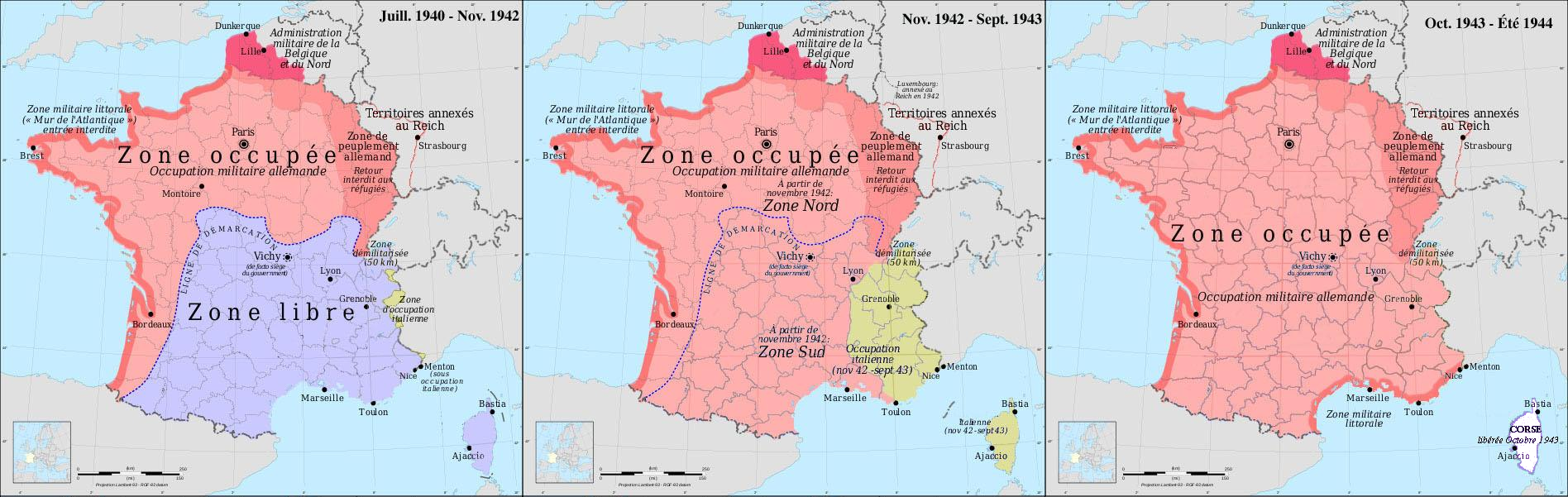
Зміни в окупації Франції під час Другої світової війни

Ці обмеження продовжували залишатися в силі й після того, як вся територія Віші була окупована німцями і «вільна зона» стала іменуватися «південною» і була передана під військову адміністрацію в листопаді 1942 року.
Французька колоніальна імперія залишалася під владою режиму Віші маршала Петена. Французький суверенітет повинен був здійснюватися на всій території Франції, включаючи окуповану зону, Ельзас і Мозель, але у відповідності до 3-ї статті Комп'єнського перемир'я французька влада в окупованій зоні повинна підкорятися військовій адміністрації і Німеччина здійснюватиме права окупаційної сили всередині визначених територій.
З метою придушення партизанів та руху опору військова адміністрація активно співпрацювала з гестапо, СД, розвідувальною службою СС та поліцією безпеки. За умовами перемир'я французька влада та поліція співпрацювала з цими силовими структурами, допомагаючи їм відловлювати євреїв, антифашистів та інших дисидентів та сприяти у встановленні каральної системи нацистів. Допомогу німцям активно надавали колабораціоністи допоміжних служб, таких як французька міліція (фр. Milice française), французька гвардія (фр. Franc-Garde) та Служба легіонерського ордену (фр. Service d'ordre légionnaire). Основними колабораціоністськими політичними партіями були Французька народна партія (ППФ) (фр. Parti Populaire Français, PPF) та Національна народна партія (ННП) (фр. Rassemblement national populaire, RNP), кожна з яких мала у своєму складі від 20 000 до 30 000 членів.

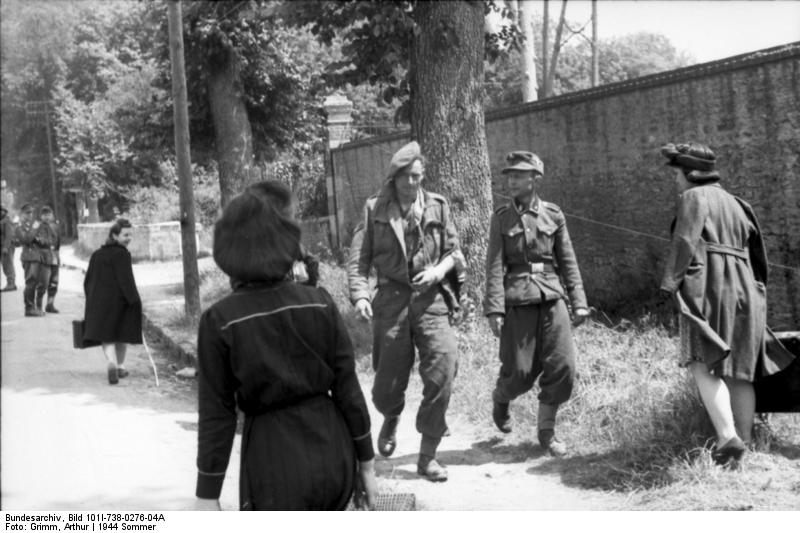
Захоплений у полон британський військовий у супроводі СС-Унтершарфюрера. Франція. 1944

Деякі французи також зголосилися приєднатися до регулярних німецьких військ і безпосередньо битися за Німеччину або проти більшовиків, наприклад Легіон французьких добровольців проти більшовизму. Пізніше добровольці з цього та інших формувань створили кістяк 33-ї гренадерської дивізії СС «Шарлемань» (1-ї французької).

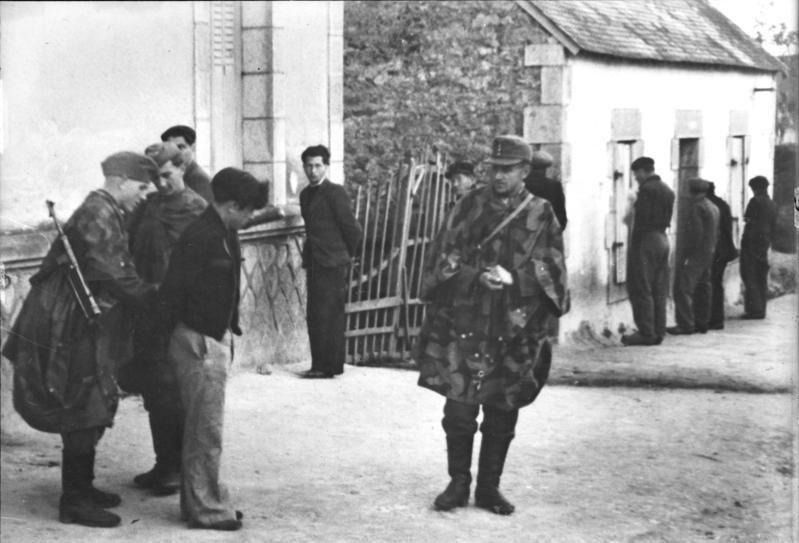
Окупаційні війська проводять облави на партизан та комуністів. Окупована Франція. Липень 1944

## Окупаційні сили
Для забезпечення окупаційних функцій на території завойованої Франції вермахт утримував значну кількість військових формувань в окупаційній зоні. Так, за станом на грудень 1941 року у всій німецькій зоні у Франції перебували 100 000 німців. Коли основна частина вермахту воювала на Східному фронті, німецькі підрозділи періодично прибували до Франції, щоб відпочити, поповнитися переозброїтися та підготуватися до наступних бойових дій. Після серпня 1942 року, коли Велика Британія влаштувала рейд на Дьєпп, чисельність німецьких військ різко зросла через загрозу вторгнення союзників. Активні дії британських командос проти німецьких військ на території Франції та сусідніх країн, зокрема проти Атлантичного вала, вимагали все більшої військової присутності вермахту на окупованих землях.

## Антипартизанська війна
Звернення «До всіх французів» генерала де Голля з Лондону спочатку не мало значного ефекту, і мало хто приєднався до його сил спротиву, крім тих, що вже перебували в засланні, щоб приєднатися до французьких сил. У червні 1941 року після вторгнення Гітлера до Радянського Союзу Французька комуністична партія, яка за наказом Комінтерну до цього часу залишалася пасивною у протистоянні проти німецьких окупантів, активизувала свою діяльність. Незабаром де Голль відправив Жана Мулена до Франції як керівника французького Опору, який очолив Національну раду Руху Опору по всій окупованій країні для координації восьми основних груп опору.
Мулен був врешті захоплений і загинув під жорстокими катуваннями гестаповців. На початку 1943 року після поразки Третього Рейху під Сталінградом, французький опір посилився, і до 1944 року великі віддалені райони країни були вже поза контролю німецьких військових і вільними зонами для макі, французьких партизанів. Однією з найважливіших битв за участю французьких макі став бій на масиві Веркор у липні-серпні 1944 року.
У відповідь на активізацію французького спротиву нацисти проводили постійні антипартизанські операції, облави та масові каральні акції проти мирного населення. Найвідомішою та найкривавішою була різанина в Орадур-сюр-Глан, в якій були знищено 647 мирних мешканців селища Орадур. Серед інших злочинів нацистів були різанини в Тюль, у Ле-Параді, в Має та в Аск. У наслідок німецьких каральних антипартизанських дій загинуло близько 13 000-16 000 французів, у тому числі від 4 000 до 5000 невинних цивільних осіб.
Незважаючи на те, що більшість французького населення не брала участі в активному опорі, багато хто чинив пасивний опір, або надавав матеріальну допомогу членам Опору. Інші допомагали у врятуванні збитих американських або британських пілотів, що десантувалися над окупованою Францією, і які врешті-решт за допомогою французів знайшли шлях до Британії, часто через Іспанію.
Напередодні визволення Франції численні фракції націоналістів, анархістів, комуністів, соціалістів та інших рухів і течій, що налічували вже від 100 000 до 400 000 бійців, вели активну боротьбу з окупаційними силами. За підтримки британського Управління спеціальних операцій та американського Управління стратегічних служб, які забезпечували перекидання повітрям агентів проникнення, інструкторів по веденню партизанської війни, зброї, вибухівки та інших необхідних речей, загони французьких партизан і підпільників систематично проводили акції з виведення з ладу залізничних ліній, руйнували мости, перерізали німецькі лінії поставок і забезпечували загальну розвідку в інтересах союзних військ.
Загалом до кінця війни з тих чи інших обставин загинуло близько 580 000 французів (лише 40 000 від обстрілів західними союзниками в перші 48 годин операції «Оверлорд»). Військові втрати у кампаніях 1939—1940 років становили 92 000 осіб. З 1940 по 1945 роки на різних фронтах близько 58 000 загинули в бою у складі військ «Вільної Франції». Близько 40 000 мешканців, громадяни повторно анексованого Ельзасу-Лотарингії, що були примусово призвані до вермахту, стали жертвами. Цивільні жертви Франції становили близько 150 000 (60 000 — від повітряних бомбардувань, 60 000 — в опорі та 30 000 вбиті німецькими окупаційними силами). Загалом військовополонених та депортованих було близько 1,9 мільйона, з них близько 240 000 загинули в неволі. За оцінками, 40 000 були військовополоненими, 100 000 расовими депортованими (переважно уродженці французьких колоній в Африці та Південно-Східній Азії), 60 000 політичними в'язнями і 40 000 загинули від рабської праці на окупаційну владу.